# Ropica beccarii
Ropica beccarii là một loài bọ cánh cứng trong họ Cerambycidae.